# Wacław Kuchar
Wacław Michał Kuchar (Łańcut, 16 september 1897 – Warschau, 13 februari 1981) was een Pools voetballer, atleet, schaatser en ijshockeyspeler.

## Loopbaan
Kuchar speelde 23 wedstrijden voor het Pools voetbalelftal. Hij maakte zijn debuut voor dit elftal tijdens de eerste officiële wedstrijd voor het land. Deze vond plaats op 18 december 1921 tegen Hongarije. Hij maakte tevens deel uit van de Poolse selectie voor de Olympische Zomerspelen 1924, waar Polen na een 5-0 nederlaag tegen Hongarije al na de eerste ronde uitgeschakeld was. Na zijn carrière als speler ging Kuchar aan de slag als voetbalcoach.
Als schaatser nam Kuchar in 1925 deel aan het Europees kampioenschap schaatsen, als ijshockeyspeler maakte hij onder meer deel uit van de nationale ploeg die in 1929 vice-kampioen werd op het Europees kampioenschap ijshockey.

## Palmares atletiek

### 800 m
- 1920:  Poolse kamp. – 2.04,6
- 1921:  Poolse kamp. – 2.11,8

### 110 m horden
- 1920:  Poolse kamp. – 18,0 s

### 400 m horden
- 1923:  Poolse kamp. – 63,2 s

### hoogspringen
- 1921:  Poolse kamp. – 1,72 m
- 1923:  Poolse kamp. – 1,65 m

### hinkstapspringen
- 1921:  Poolse kamp. – 11,76 m

### tienkamp
- 1923:  Poolse kamp. – 5027,255 p
- 1924:  Poolse kamp. – 5171,01 p